# Wierka Serdiuczka
Wierka Serdiuczka (ukr. Вє́рка Сердю́чка), właśc. Andrij Mychajłowycz Danyłko (ukr. Андрій Михайлович Данилко; ur. 2 października 1973 w Połtawie) – ukraiński aktor komediowy, piosenkarz, satyryk, autor tekstów, scenarzysta, kompozytor, reżyser, producent i prezenter telewizyjny. Ludowy Artysta Ukrainy. Popularność przyniosło mu kreaowanie postaci drag queen o pseudonimie Wierka Serdiuczka (ukr. Вєрка Сердючка), która zajęła drugie miejsce w finale 52. Konkursu Piosenki Eurowizji (2007).

## Życiorys
Zainteresował się aktorstwem, będąc w szkole podstawowej. W trakcie nauki w siódmej klasie wystąpił w miejscowym teatrze. Następnie uczył się w technikum na kasjera-sprzedawcę. Skończył szkołę sztuki cyrkowej, w 1995 rozpoczął naukę na uczelni estradowo-cyrkowej w Kijowie.
W 1993 został laureatem konkursu Wsesmich w Kijowie, dzięki czemu zdobył popularność na Ukrainie. Niedługo później zaczął występować na scenach innych miast oraz w reklamach.
W 2003 wydał album studyjny pt. Posle tiebia, zawierający piosenki inspirowane brzmieniami ambientowymi. W latach 2016–2020 i 2024 był jurorem w programie Widbir, wyłaniającym reprezentanta Ukrainy w Konkursie Piosenki Eurowizji.

### Wierka Serdiuczka
W 1989 po raz pierwszy wystąpił na scenie jako drag queen Wierka Serdiuczka. Pseudonim artystyczny powstał z połączenia imienia Wierka z nazwiskiem koleżanki Danyłki z klasy, Ani Serdiuk. Na początku grana przez niego postać była sprzedawczynią, następnie była przedstawiana jako konduktorka pociągu dalekobieżnego. Postać Wierki przedstawiona została szerszemu gronu po raz pierwszy w 1993 w ramach konkursu Humoryna. Określana została jako ekstrawagancka i krzykliwa, a jej występy i utwory – jako utrzymane w prześmiewczym i żartobliwym tonie, często nawiązującym do piosenek ludowych. Jak twierdzi Danyłko w wywiadach, odgrywając postać Serdiuczki stara się obnażyć słabości kobiet z ukraińskiej prowincji, nieznających języków obcych i słabo wykształconych, ale pewnych siebie i skorych do wszelkiego rodzaju rozrywek.

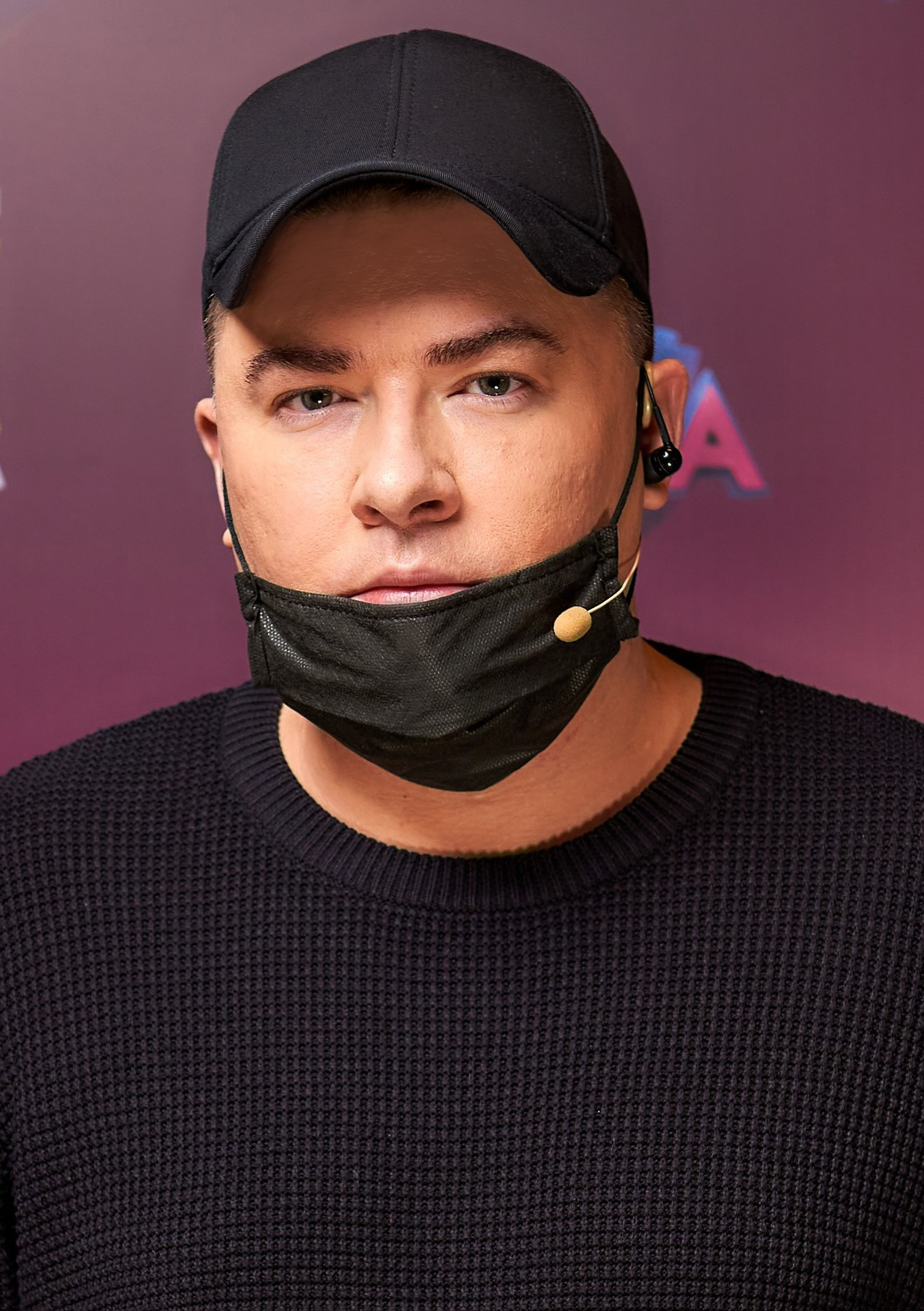
Andrij Danyłko, kwiecień 2021

W 1997 Serdiuczka była prezenterką talk-show SV-show, na początku emitowanego na kanale 1+1, a następnie na TV-6. W 1998 wydała debiutancki album studyjny pt. Ja rożdiena dla lubwi. Na początku nowego tysiąclecia wydała kolejne trzy płyty: Hop-hop (2002), Czita Drita (2003), Ha-ra-szo (2003). 
W listopadzie 2004 zakwalifikowała się do stawki ukraińskich eliminacji do 50. Konkursu Piosenki Eurowizji, jednak później wycofała się z udziału z powodu zbieżności daty finału z terminami koncertów w ramach trasy promocyjnej. W 2005 nawiązała współpracę z Michałem Wiśniewskim, który pod pseudonimem Renia Pączkowska nagrał album studyjny pt. 1, 2, 3… Próba mikrofonu z piosenkami Serdiuczki w nowych aranżacjach i z polskimi tekstami. Projekt promowali singlem „Hop hop hop”, do którego wspólnie zrealizowali oficjalny teledysk.
W 2006 wydała kolejny album studyjny pt. Tralli-Valli. W marcu 2007 z piosenką „Dancing Lasha Tumbai” zwyciężyła w finale ukraińskich eliminacji do 52. Konkursu Piosenki Eurowizji, zdobywszy największe poparcie jurorów i telewidzów, dzięki czemu została ogłoszona reprezentantką Ukrainy w konkursie organizowanym w Helsinkach. 12 maja zajęła drugie miejsce w finale po otrzymaniu łącznie 235 punktów, w tym maksymalne noty (12 punktów) z pięciu krajów. Po finale piosenka wywołała medialne kontrowersje, bo zdaniem wielu obserwatorów fraza „Lasha tumbai” (jakoby oznaczająca w języku mongolskim bitą śmietanę) brzmiała łudząco podobnie do słów „Russia Goodbye”, które miały nawiązywać do pomarańczowej rewolucji na Ukrainie. Po finale konkursu Serdiuczka wydała kolejny album studyjny pt. Dancing Europe, a w 2008 udostępniła na rynku pierwszy album kompilacyjny pt. DoReMi DoReDo, zawierający piosenki „Dancing Lasha Tumbai”, „Kiss Please” czy „I Am Eurovision Queen”.
W maju 2017 pojawiła się gościnnie w finale 62. Konkursu Piosenki Eurowizji w Kijowie. W maju 2019 zaśpiewała utwór Netty „Toy” podczas koncertu finałowego 64. Konkursu Piosenki Eurowizji w Tel Awiwie. W maju 2023 pojawiła się gościnnie w finale 67. Konkursu Piosenki Eurowizji w Liverpoolu.

## Dyskografia

### Albumy studyjne
Jako Andrij Danyłko
- Posle tiebia (2005)

Jako Wierka Serdiuczka
- Ja rożdiena dla lubwi (1998)
- Hop-hop (2002)
- Czita Drita (2003)
- Cha-ra-szo (2003)
- Żenicha chotieła (2004)
- Nowyje piesni Wierki Sierdiuczki (2006)
- Tralli-Valli (2006)
- Dancing Europe (2007)
- DoReMi DoReDo (2008)
- Alles Gut Mamba (2011)

### Single
- „Dancing Lasha Tumbai” (2007)